# Język vitu
Język vitu – język z podrodziny języków oceanicznych z wielkiej rodziny języków austronezyjskich, używany na wyspach u północno-zachodniego wybrzeża Nowej Brytanii w Papui-Nowej Gwinei.
W 1991 r. odnotowano, że posługuje się nim 8800 osób. Niewykluczone, że odmiana wyspy Mudua powinna być rozpatrywana jako odrębny język.
Blisko spokrewniony z językiem uneapa (bali), czasem wyróżnia się jeden język bali-vitu.
Języki bali-vitu były niegdyś łączone z językami willaumez (z Willaumez Peninsula), pod pojęciem grupy „kimbe” (od nazwy zatoki). Niemniej M. Ross (1988) klasyfikuje je jako odrębną grupę. 
Jest zapisywany alfabetem łacińskim.